# Епископ зворничко-тузлански Василије
Василије (световно Љубомир Качавенда; Сарајево, 19. децембар 1938) умировљени је епископ зворничко-тузлански. Принудно је умировљен 2013. године када су у јавност доспели наводно његови приватни снимци у којима злоставља и има сексуалне односe са малолетним дечацима.

## Биографија
По завршеној основној школи, завршио је петоразредну богословију а потом и Православни богословски факултет Универзитета у Београду. Поред тога, студирао је права и археологију.
Замонашен је у манастиру Озрен 1957. године. Године 1960. унапређен је у чин јеромонаха, а убрзо је одликован правом ношења црвеног појаса и чином протосинђела. Као сабрат манастира Озрен постављен је на дужност архијерејског замјеника и секретара Црквеног суда Зворничко-тузланске епархије у Тузли.
Након смрти епископа Лонгина, Свети архијерејски сабор Српске православне цркве, на свом редовном засједању 1978, изабрао је Василија за новог епископа зворничко-тузланског. Наречење новог епископа обављено је 24. јуна, а свечана архијерејска хиротонија 25. јуна 1978. у Саборној цркви у Београду. Свету архијерејску литургију служио је патријарх српски Герман, уз саслужење епископа банатског Висариона и шабачко-ваљевског Јована, десет свештеника и десет ђакона. Свечано устоличење је обављено 16. јула 1978. уз присуство неколико хиљада људи из епархије и шире.
На седници Светог архијерејског синода од 22. априла 2013. усвојена је његова оставка на службу активног епархијског архијереја, коју је поднео из здравствених разлога 6. новембра 2012. Затим, Свети архијерејски сабор га је 29. маја 2013. коначно и трајно разрешио управљања Епархијом зворничко-тузланском.
Доживео је мождани удар (шлог) у петак 20. септембра 2013. године, од кога се опорављао у Клиничком центру Србије где је оперисан 22. септембра 2013. Дана 16. јуна 2024. године СПЦ га је одликовала орденом Светих новомученика крагујевачких.

## Контроверзе
У новембру 2012. године снимци на којима је био приказан Качавенда како орално општи са малолетним дечацима предати су Синоду СПЦ. Качавенда је поднео оставку 9. новембра исте године, због како је тврдио „здравствених проблема“. Касније се предомислио и одлучио да остане на позицији владике. Када су клипови на коме сексуално злоставља дечаке постали доступни јавности априла 2013. године, рекао је да ће се борити против оптужби против њега. Поднео је оставку на место владике други пут 22. априла 2013. године која је одмах била прихваћена од стране СПЦ. Био је раздужен свих дужности на дан 29. мај 2013. године.
Српска полиција је у Београду 11. априла уз помоћ контроверзног Бојана Јовановића, који је био ђакон у манастиру, ухапсила двојицу мушкараца који су наводно покушали да за 100.000 босанских марака продају видео на коме Качавенда сексуално злоставља 4 малолетна дечака. Наведено је да је видео трајао око 2,5 сата. Један од ухапшених мушкараца, који је служио као ђакон у истом манастиру где је служио и Качавенда, је изјавио да је Качавенда покушао да га пољуби у врат и да га је додиривао по интимним деловима тела, те је рекао да је због тога и напустио СПЦ.
Умировљен је након више оптужби за педофилију, и сексуално злостављање деце, али су као главни разлози пензионисања наведени здравствени проблеми. Српска православна црква се није оглашавала по овом питању, иако су постојале тврдње да се Качавенда бавио силовањем, подвођењем и сексуалним злостављањем деце. Поглавар СПЦ Иринеј изјавио је да није постојало довољно доказа на основу којих би Качавенда био смењен. Иринеј је изјавио да је 2013. године након прикупљања доказа о силовању, злостављању, привођењу деце и шверцу, владика Качавенда био смењен, иако је за медије дата изјава да су "здравствени разлози у питању".
Наводно је још као ђакон био сарадник УДБЕ под именом Пабло. Оцењен је као поуздан сарадник, а основ ангажовања је био „компромитирајући материјал“. Надлежна особа му је била Јован Шиканић.

## Признања
- Орден Републике Српске (2012)[23]